# Wollingst
Wollingst (niederdeutsch Wolljes) ist eine Ortschaft in der Einheitsgemeinde Beverstedt im niedersächsischen Landkreis Cuxhaven.

## Geografie

Die Ortschaften in der Einheitsgemeinde Beverstedt

### Lage
Wollingst befindet sich zwischen den Städten Cuxhaven und Bremen, südöstlich von Bremerhaven. Das Dorf liegt an der Landesstraße 128 zwischen den Ortschaften Geestenseth und Beverstedt.

### Nachbarorte
| Wehdel (Einheitsgemeinde Schiffdorf)     | Geestenseth (Einheitsgemeinde Schiffdorf)   | Frelsdorf |
| Heerstedt                                | Kompassrose, die auf Nachbargemeinden zeigt |           |
| Ortschaft Beverstedt – Ortsteil Wehldorf | Ortschaft Beverstedt – Ortsteil Osterndorf  | Appeln    |

(Quelle:)

## Geschichte
Wollingst pflegte schon im 17. Jahrhundert eine enge Beziehung mit Beverstedt; früher hatte es zur Börde Beverstedt und zum Adeligen Gericht Beverstedt gehört. Während der Franzosenzeit um 1810 wurde der Ort von der Gemeinde Beverstedt verwaltet. Wollingst lag von 1822 bis 1859 im Amt Beverstedt und wurde 1840 eine Landgemeinde im Königreich Hannover. Später lässt sich eine Zugehörigkeit zum Amt Lehe (1859–1885), Kreis Geestemünde (1885–1932), Landkreis Wesermünde (1932–1977) beziehungsweise Landkreis Cuxhaven nachweisen. Die Gemarkung Wollingst wurde 1876 gebildet.

### Eingemeindungen
Im Zuge der Gebietsreform in Niedersachsen, die am 1. März 1974 stattfand, wurde die zuvor selbständige Gemeinde Wollingst zu einem Ortsteil des Fleckens Beverstedt in der Samtgemeinde Beverstedt.
Mit der Neubildung der Gemeinde Beverstedt am 1. November 2011 wurde Wollingst eine Ortschaft im Sinne des Niedersächsischen Kommunalverfassungsgesetzes.

### Einwohnerentwicklung
| Jahr      | 1910  | 1925  | 1933  | 1939  | 1950  | 1956  | 1973  | 2016   | 2021  |
| --------- | ----- | ----- | ----- | ----- | ----- | ----- | ----- | ------ | ----- |
| Einwohner | 229   | 298   | 293   | 330   | 553   | 468   | 419   | 349    | 334   |
| Quelle    | [ 6 ] | [ 7 ] | [ 7 ] | [ 7 ] | [ 8 ] | [ 8 ] | [ 9 ] | [ 10 ] | [ 1 ] |

|  |

## Politik

### Gemeinderat und Bürgermeister
Seit der Neubildung der Gemeinde Beverstedt wird die Ortschaft Wollingst vom Beverstedter Gemeinderat vertreten.

### Ortsvorsteher
Das Ehrenamt des Ortsvorstehers wird derzeit von Bernd Beckmann (CDU) ausgeübt. Die Amtszeit läuft von 2021 bis 2026.

### Wappen
Der Entwurf des Kommunalwappens von Wollingst stammt von dem Heraldiker und Wappenmaler Albert de Badrihaye, der zahlreiche Wappen im Landkreis Cuxhaven erschaffen hat.
| Wappen von Wollingst | Blasonierung: „In Blau vor einem gehobenen, silbernen Wellenbalken ein goldenes Eichendreilaub mit zwei goldenen Eicheln am Stiel.“                                                                                      |
| Wappen von Wollingst | Wappenbegründung: Der Name Wollingst (1197 – Wollingstede) ist als Waldstätte gedeutet. Das Eichendreilaub mit den Eicheln weist auf den Wald hin und der Wellenbalken auf den für das Dorf wichtigen, kleinen Ortsbach. |

## Kultur und Sehenswürdigkeiten

### Bauwerke
- Großsteingrab Wollingst (wurde im 19. oder frühen 20. Jahrhundert zerstört)
- Naturfreundehaus:[12] Es wurde im Frühjahr 2017 abgerissen. Der Förderverein hatte zuletzt nur noch 200 Mitglieder. Die Umgebung des Hauses soll renaturiert werden.[13][14]

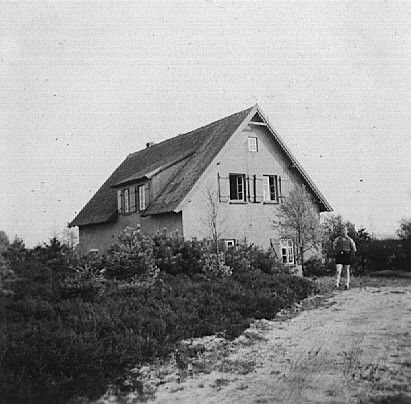
Naturfreundehaus (1932)
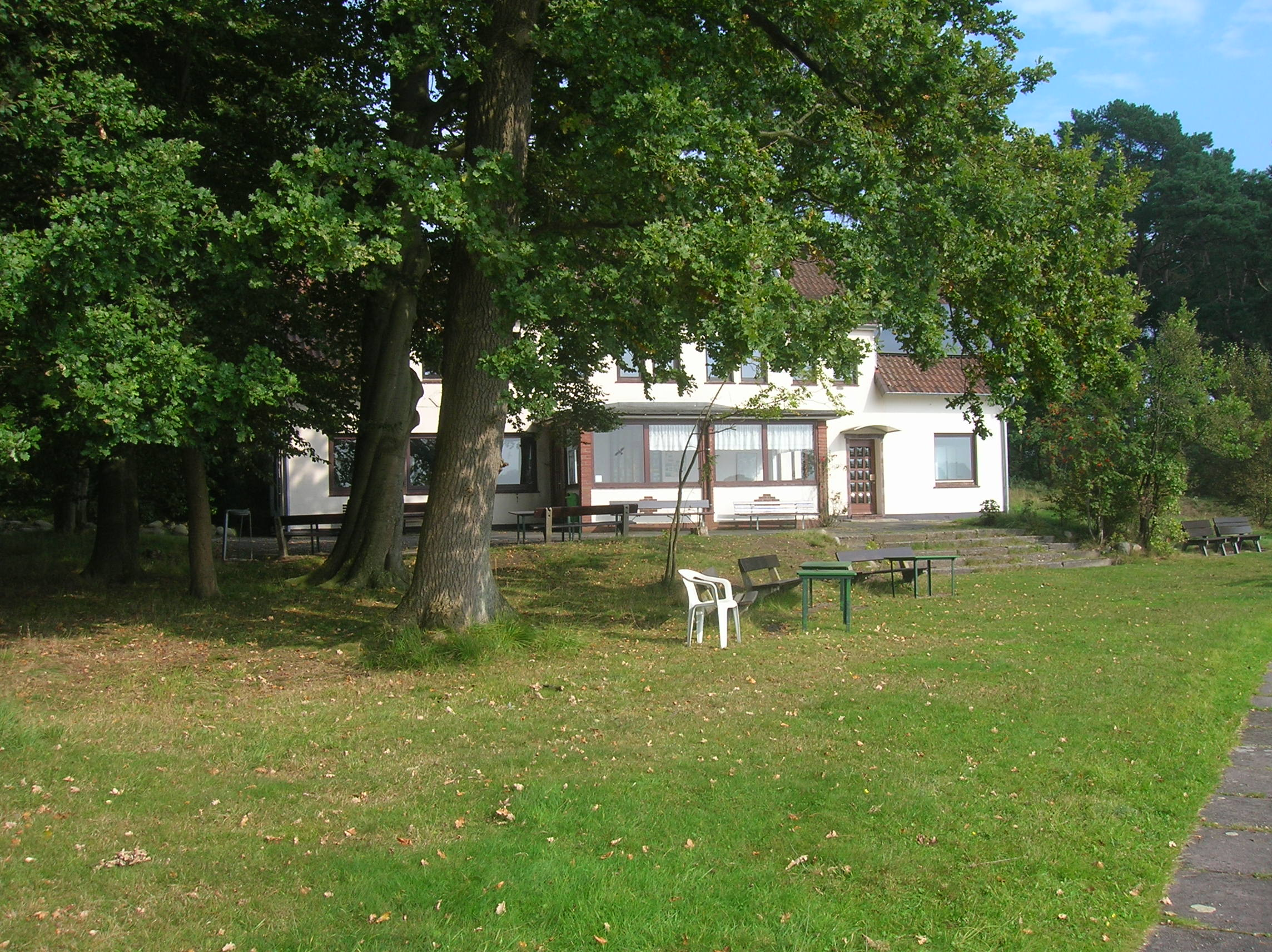
Naturfreundehaus (2015)

### Naturschutzgebiete
- Wollingster See und Randmoore (südöstlich des Ortes)
- Groveniederung

### Naturdenkmale, Geotope
- Baumbestand: Hofabgrenzung (Verordnungsdatum 2. Oktober 1995)
- Eine Eiche (Verordnungsdatum 2. Oktober 1995)
- Wall aus Schmelzwassersanden (an Nordostseite des Wollingster Sees)

## Wirtschaft und Infrastruktur

### Öffentliche Einrichtungen, Vereine
- Kindertagesstätte[15]
- Freiwillige Feuerwehr Wollingst[16]
- Sportverein
- Natur- und Umweltschutzverein Wollingst
- Frettchenhilfeverein[17]
- Schützenverein Wollingst e. V.

### Verkehr
Wollingst wird mit einigen Fahrten der VBN-Linie 568 an das Busnetz im südlichen Landkreis Cuxhaven angeschlossen. Zusätzlich bietet ein Anrufsammeltaxi (AST) stündliche Verbindungen in Richtung Beverstedt und Bahnhof Stubben (Beverstedt) an. Dieses AST verkehrt an allen Tagen der Woche. Zukünftig könnte die geplante Bundesautobahn 20 nur wenige Kilometer südlich von der Ortschaft verlaufen.

## Personen, die mit dem Ort in Verbindung stehen
- Nikolaus Tietjen (1873–1924), Landwirt, Bürgermeister von Appeln, Abgeordneter und Mitglied der Steuereinschätzungskommission des Kreistags Geestemünde, er veranlasste während der notgeprägten Inflationsjahre 1921/22 die Ausgabe der sog. „Söben-Dörper-Schiene“ (Sieben-Dörfer-Scheine) u. a. in Wollingst
- Heinrich Julius Frey, auch Heini Frey (1903–1969), Bremerhavener Möbelunternehmer und Wandervogel, 1927 errichtete er das örtliche Naturfreundehaus

## Sagen und Legenden
- Der Richter am Wollingster See[18]
- Die tapferen Wollingster[18]
- Der Wiedergänger am Wollingster See[19]